# Copa da Liga Escocesa 1954–55
A Copa da Liga Escocesa de 1954-55 foi a 9º edição do segundo mais importante torneio eliminatório do futebol da Escócia. O campeão foi o Heart of Midlothian F.C, que conquistou seu 1º título na história da competição ao vencer a final contra o Motherwell F.C., pelo placar de 4 a 2.

## Premiação
| Copa da Liga Escocesa de 1954-55            |
| Escócia                                     |
| ------------------------------------------- |
| Heart of Midlothian F.C Campeão (1º título) |